# Коваш (Табуа)
Коваш (порт. Covas) — район (фрегезия) в Португалии, входит в округ Коимбра.
Является составной частью муниципалитета Табуа. Находится в составе крупной городской агломерации Большая Коимбра. По старому административному делению входил в провинцию Бейра-Алта. Входит в экономико-статистический субрегион Пиньял-Интериор-Норте, который входит в Центральный регион.
Население составляет 1196 человек на 2001 год. Занимает площадь 17,47 км².